# Донцов Максим Аврамович
Максим Аврамович Донцов (6 січня 1902, містечко Нова Басань, тепер Ніжинського району Чернігівської області — ?) — український радянський діяч органів прокуратури, прокурор Дрогобицької області.

## Життєпис
Народився в селянській родині.
Член ВКП(б). Працював в органах прокуратури УСРР.
З червня 1941 року служив у Червоній армії, учасник німецько-радянської війни та радянсько-японської війн. Був на військово-прокурорській роботі, зокрема на Забайкальському фронті. У липні 1946 року демобілізований із Червоної армії.
Після демобілізації працював в органах прокуратури.
На 1949 — серпень 1952 року — прокурор Дрогобицької області.
Подальша доля невідома.

## Звання
- майор юстиції

## Нагороди
- орден Червоної Зірки
- медаль «За взяття Будапешта» (1945)
- медаль «За перемогу над Німеччиною у Великій Вітчизняній війні 1941—1945 рр.» (1945)
- медаль «За перемогу над Японією» (1945)